# Gösen
Gösen là một đô thị thuộc huyện Saale-Holzland, trong bang Thüringen, Đức. Đô thị Gösen có diện tích 3,13 km².